# Hitachi A-Train

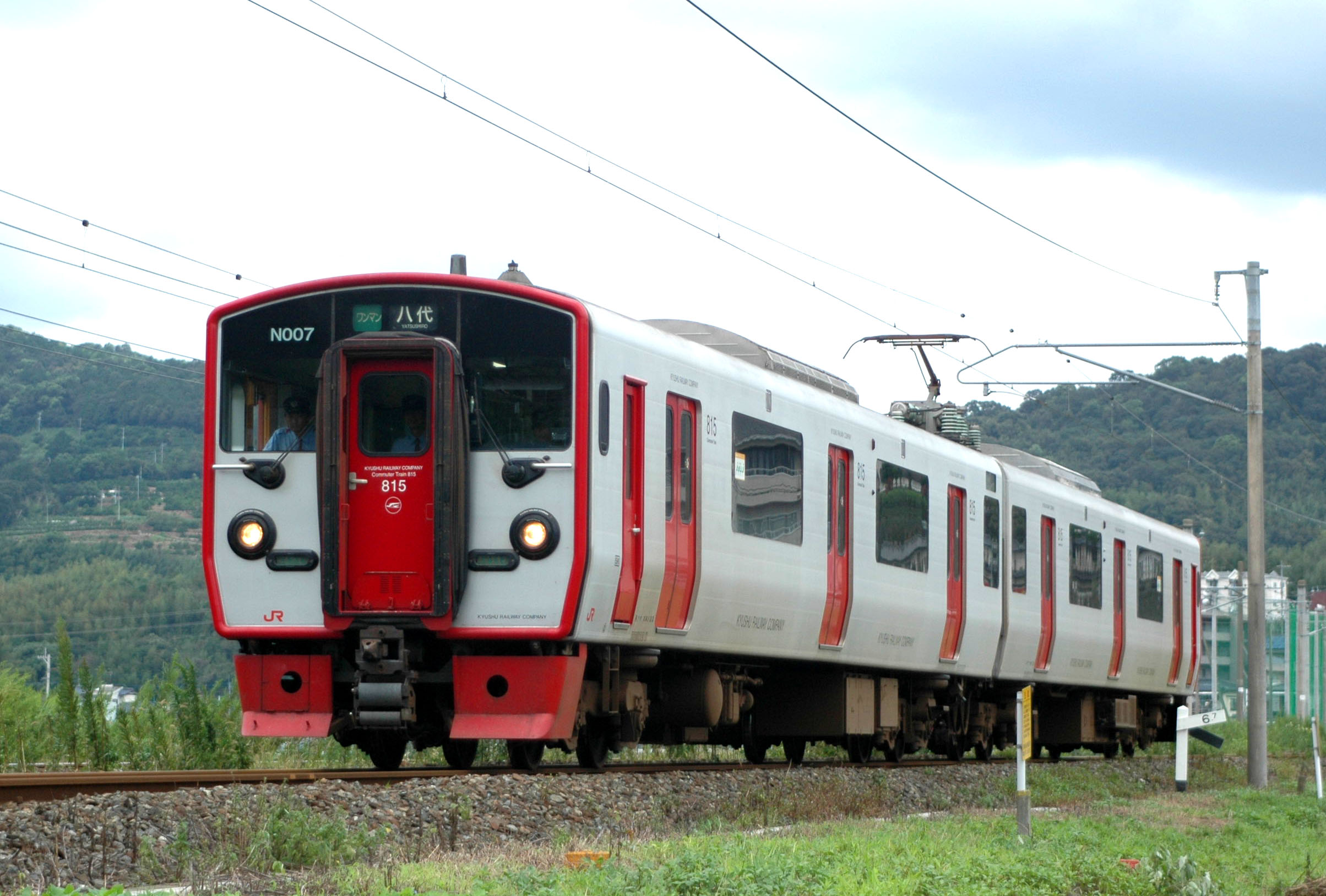
JR Kyushu setzt mit der Baureihe 815 seit 1999 die ersten Züge der A-Train-Familie ein.

Unter dem Namen Hitachi A-Train fasst Hitachi Rail verschiedene Elektrotriebzüge aus Aluminium, die einander hinsichtlich der Konstruktion und Fertigung ähneln, zusammen. Zu Beginn bestand die Triebfahrzeugfamilie aus japanischen Vorort- und Expresszügen. Seit 2007 konnten die Triebzüge auch international, vor allem in Großbritannien, verkauft werden.

## Konstruktion
Alle A-Trains sind hochflurige Elektrotriebzüge. Ihre Wagenkästen bestehen aus Aluminiumstrangpressprofilen, die durch Rührreibschweißen verbunden werden. Dadurch werden geringer Verzug, hohe Stabilität und sehr gute Crashsicherheit erreicht.

## Japanische Versionen

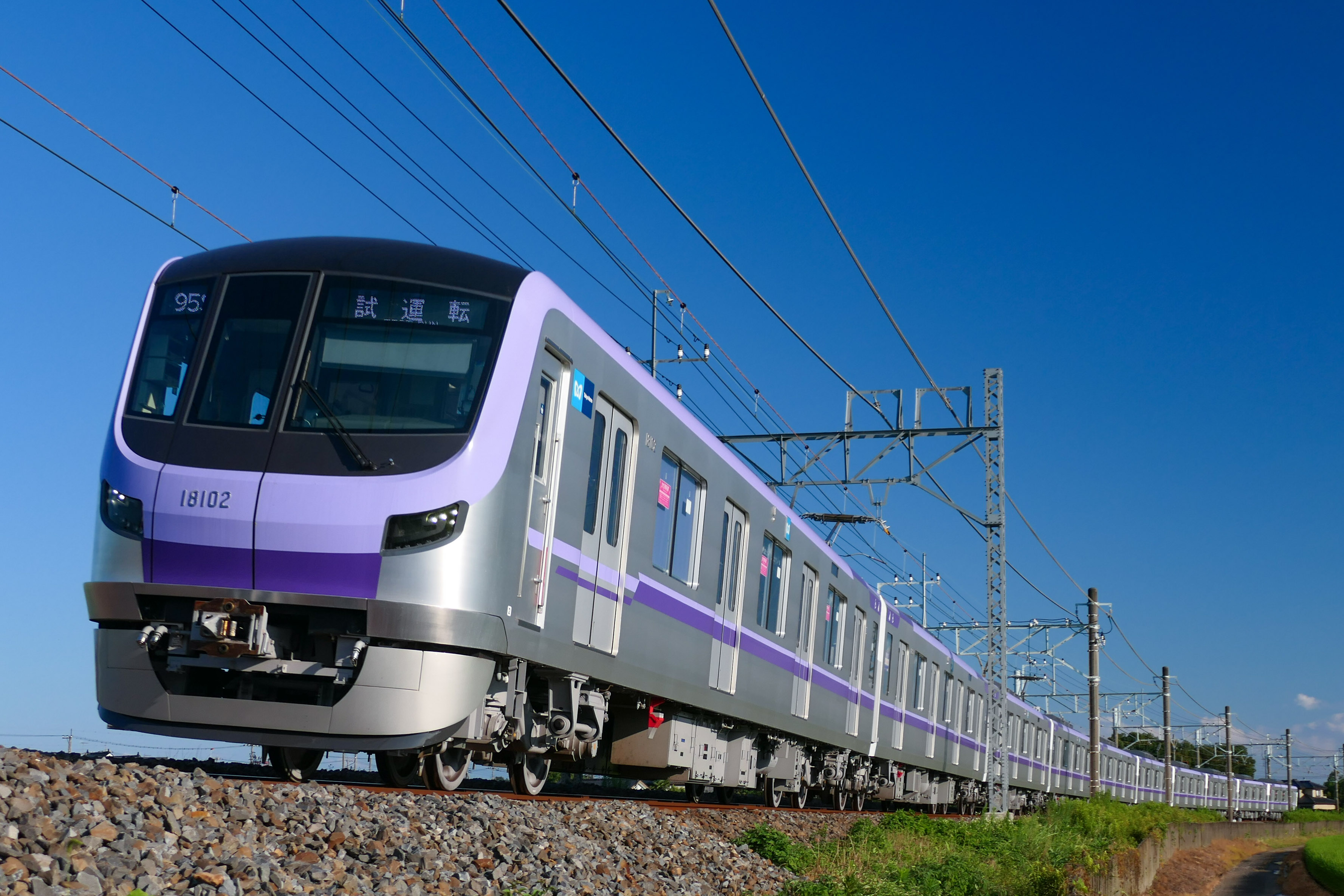
Triebzug der Baureihe 18000 auf der Hanzomon-Linie der U-Bahn Tokio

Die A-Train-Familie ist in Japan weit verbreitet. Die Triebzüge kommen dabei neben dem Vorortverkehr und auf U-Bahn-Strecken auch im Fernverkehr zum Einsatz.

### Metro
Triebzüge der A-Train-Familie werden von Tokyo Metro auf den Linien Tozai, Chiyoda, Hanzomon, Fukutoshin und Yurakucho eingesetzt (Baureihen 05, 10000, 15000, 16000, 17000 und 18000). Weitere A-Trains werden von der U-Bahn Fukuoka betrieben.

### Vorortverkehr
Die Privatbahnen Seibu, Tobu, Hankyu, Sotetsu und der Tsukuba Express setzen ihre A-Trains im Schnellbahnverkehr um Tokio ein.

### Fernverkehr

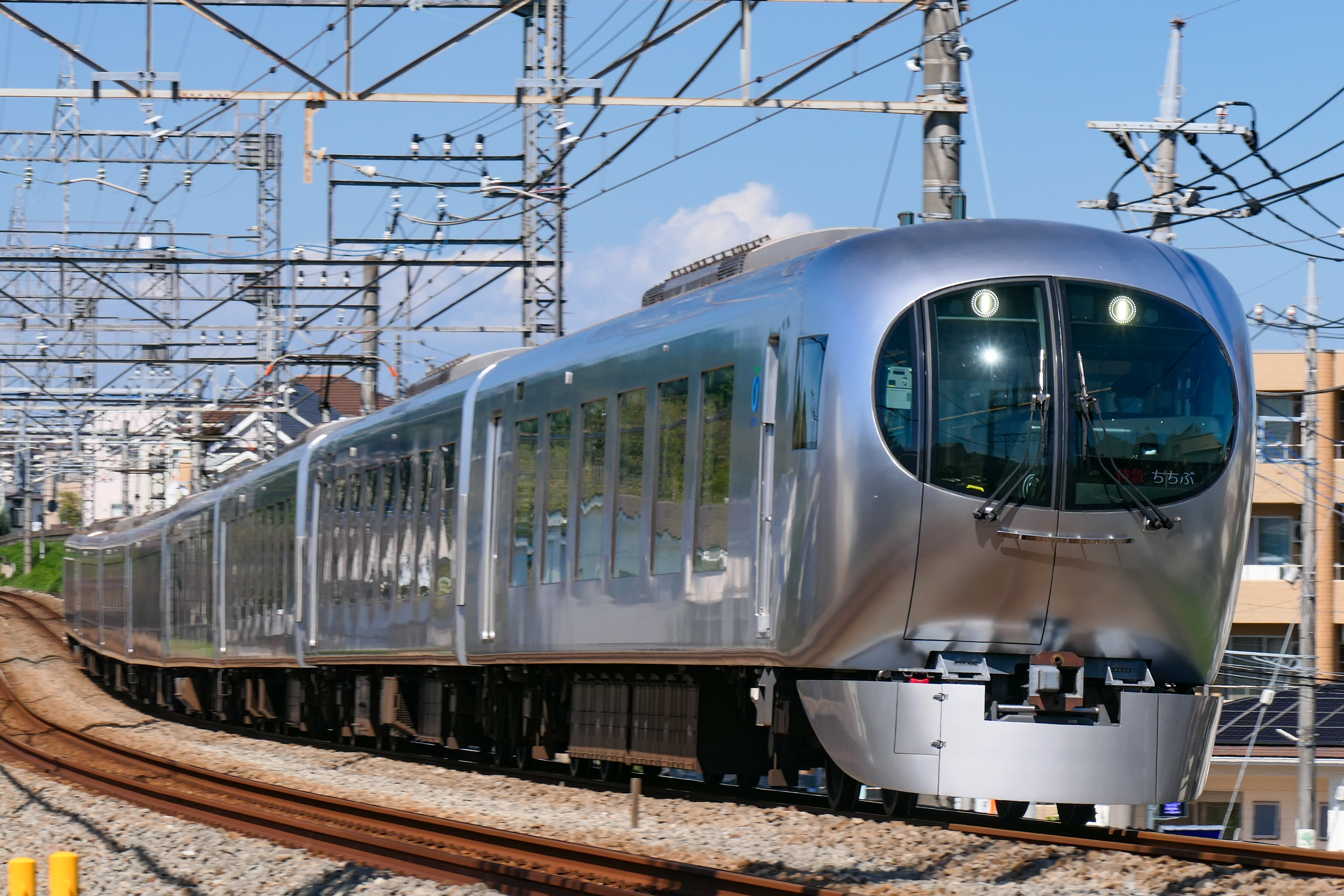
Ein Laview der Privatbahn Seibu

Versionen für Expressverbindungen wurden mit längeren Wagen, weniger Türen und mit Querbestuhlung an die anderen Betriebsbedingungen angepasst. Dazu gehören die Baureihen E257, 683 und 885.
Für den Ausflugsverkehr von Tokio nach Nordwesten erhielt Seibu sieben Achtwagenzüge des Typs Laview. Sie zeichnen sich durch besonders große Fenster aus (1350 × 1580 mm), bieten 422 Sitzplätze auf 160 Metern Länge und erreichen maximal 120 km/h. Das Design gewann den Blue Ribbon Award im Jahr 2020.

## Internationale Versionen
Hitachi teilt die Züge für den Export nach Geschwindigkeit und Einsatzzweck in vier Kategorien ein.
- AT100: Vorortzüge mit hoher Kapazität, S-Bahn, Metro
- AT200: Regionalzüge
- AT300: Fernverkehrszüge
- AT400: Hochgeschwindigkeitszüge, Shinkansen

### Großbritannien
Die ersten und bisher einzigen Exporterfolge für die A-Train-Familie in Europa konnte Hitachi in Großbritannien erzielen.

#### AT300
Von 2007 bis 2009 fertigte Hitachi 29 Sechswagenzüge der Baureihe 395 Javelin, die von Southeastern im Regionalverkehr auf der Schnellfahrstrecke High Speed 1 eingesetzt werden. Die Zweisystemzüge verbinden den Bahnhof London St Pancras International mit dem Südosten Englands und können 225 Kilometer pro Stunde erreichen.
Im Zuge des Intercity Express Programme wurden ab 2014 zahlreiche Fernverkehrszüge angeschafft, um IC125- und IC225-Garnituren zu ersetzen. Hitachi erhielt den Zuschlag und lieferte Zweikrafttriebzüge der Baureihe 800 und Elektrotriebzüge der Baureihe 801 an Great Western Railway (nur Zweikrafttriebzüge, 57 Stück) und London North Eastern Railway (65 Züge). Während die ersten Triebzüge noch im japanischen Kasado gefertigt wurden, befindet sich die Endmontage nun in Newton Aycliffe in England.
Weitere Zweikrafttriebzüge wurden an TransPennine Express (19 Züge), Hull Trains (5 Züge) und erneut an Great Western Railway (36 Züge) ausgeliefert und in die Baureihe 802 eingeordnet. Diese Züge sind nicht mehr Teil des Intercity Express Programme. Gegenüber der Baureihe 800 wurde die Leistung der Dieselmotoren von 560 auf 700 Kilowatt gesteigert und das Fassungsvermögen der Treibstofftanks erhöht.
Ab 2020 folgten 5 Fünfwagenzüge der Baureihe 803 für den privaten Betreiber Lumo auf der East Coast Main Line. Zur Angebotsausweitung bestellte die FirstGroup Ende 2024 14 fünfteilige Züge einer noch unbekannten Baureihe. Es bestehen Optionen über 13 weitere Züge.
Avanti West Coast bestellte 10 siebenteilige Elektrotriebzüge der Baureihe 807 und 13 fünfteilige Zweikrafttriebzüge der Baureihe 805. Sie gingen unter dem Namen Evero 2024 in Betrieb.
Die Zweikraftzüge der Baureihe 810 für East Midlands Railway sind weiterentwickelt. Neben einer erneuten Leistungserhöhung der Dieselmotoren wurden die Wagen gekürzt und die Fahrzeugköpfe überarbeitet, damit die Züge den Bahnhof St Pancras in Doppeltraktion bedienen können. Die 33 Fünfwagenzüge erhielten den Namen Aurora und werden ab 2023 Dieseltriebzüge der Baureihen 180 Adelante und 222 Meridian auf der Midland Main Line ersetzen.
Im Frühjahr 2025 bestellte Grand Central Railway neun Fünfwagenzüge eines weiteren Typs. Diese Züge können über die Oberleitung, über Dieselmotoren oder über Traktionsbatterien mit Energie versorgt werden.
Alle Züge sind wie in Japan mit Taschenschiebetüren ausgestattet. Die Fünf- oder Neunwagenzüge besitzen eine Höchstgeschwindigkeit von 201 km/h, mit wenigen Anpassungen sind 225 km/h möglich. Die Länge der Wagen variiert zwischen 24 und 26 Metern. Die Züge verkehren mit Wechselstrom mit 25 kV Spannung, die neueren Fahrzeuge sind für Batteriebetrieb vorbereitet.
Im Mai 2020 wurden Risse in Schweißnähten an der Unterseite von Wagen verschiedener britischer A-Train-Baureihen festgestellt, und die Wagen daher zur Überprüfung aus dem Verkehr gezogen. Im April 2021 wurde vom Office of Rail and Road (ORR) ein Bericht zu Ursachen und Maßnahmen vorgelegt. In einem sich von 2021 über sechs Jahre erstreckenden Prozess werden 1247 Wagen der Baureihe 800 und weitere 487 Wagen der Baureihen 385 und 395 repariert.
Ein Zweikrafttriebzug von TransPennine Express wurde testweise mit zusätzlichen Traktionsbatterien mit 700 kW Leistung ausgerüstet, um Energieverbrauch und Schadstoffausstoß zu senken. Sie werden für eine stärkere Beschleunigung, Rekuperation und den Betrieb mit ausgeschaltetem Dieselmotor im Stand genutzt.
| Baureihe   | Bild | System              | Anzahl Züge × Anzahl Wagen bestellt | Baujahre  | Betreiber                                                |
| ---------- | --- | ------------------- | ----------------------------------- | --------- | -------------------------------------------------------- |
| 800        | Fünfteiliger Zweikrafttriebzug der Baureihe 800/0 im Betrieb bei der Great Western Railway                               | Zweikraft           | 46 × 5 + 34 × 9 Wagen               | 2014–2018 | Great Western Railway, London North Eastern Railway      |
| 801 Azuma  | Elektrotriebzug der Baureihe 801/2 der LNER in London King’s Cross                                                       | elektrisch          | 12 × 5 + 30 × 9 Wagen               | 2017–2020 | London North Eastern Railway                             |
| 802        | TransPennine Express bezeichnet die eigenen 19 Fünfwagenzüge als Nova 1.                                                 | Zweikraft           | 46 × 5 + 14 × 9 Wagen               | 2017–2020 | Great Western Railway, TransPennine Express, Hull Trains |
| 803        | Die Baureihe 803 besteht aus 5 elektrischen Fünfwagenzügen für Lumo, die auf der East Coast Main Line eingesetzt werden. | elektrisch          | 5 × 5 Wagen                         | 2020      | Lumo                                                     |
| 805 Evero  | Zweikraftzüge von Avanti West Coast im Dieselbetrieb                                                                     | Zweikraft           | 13 × 5 Wagen                        | 2020–     | Avanti West Coast                                        |
| 807 Evero  | Werbebild | elektrisch          | 10 × 7 Wagen                        | 2021–     | Avanti West Coast                                        |
| 810 Aurora | Die AT300 wurden für East Midlands Railway überarbeitet.                                                                 | Zweikraft           | 33 × 5 Wagen                        | 2021–     | East Midlands Railway                                    |
|            | | Elektro+Diesel+Akku | 9 × 5 Wagen                         | 2028–     | Grand Central Railway                                    |

#### AT200

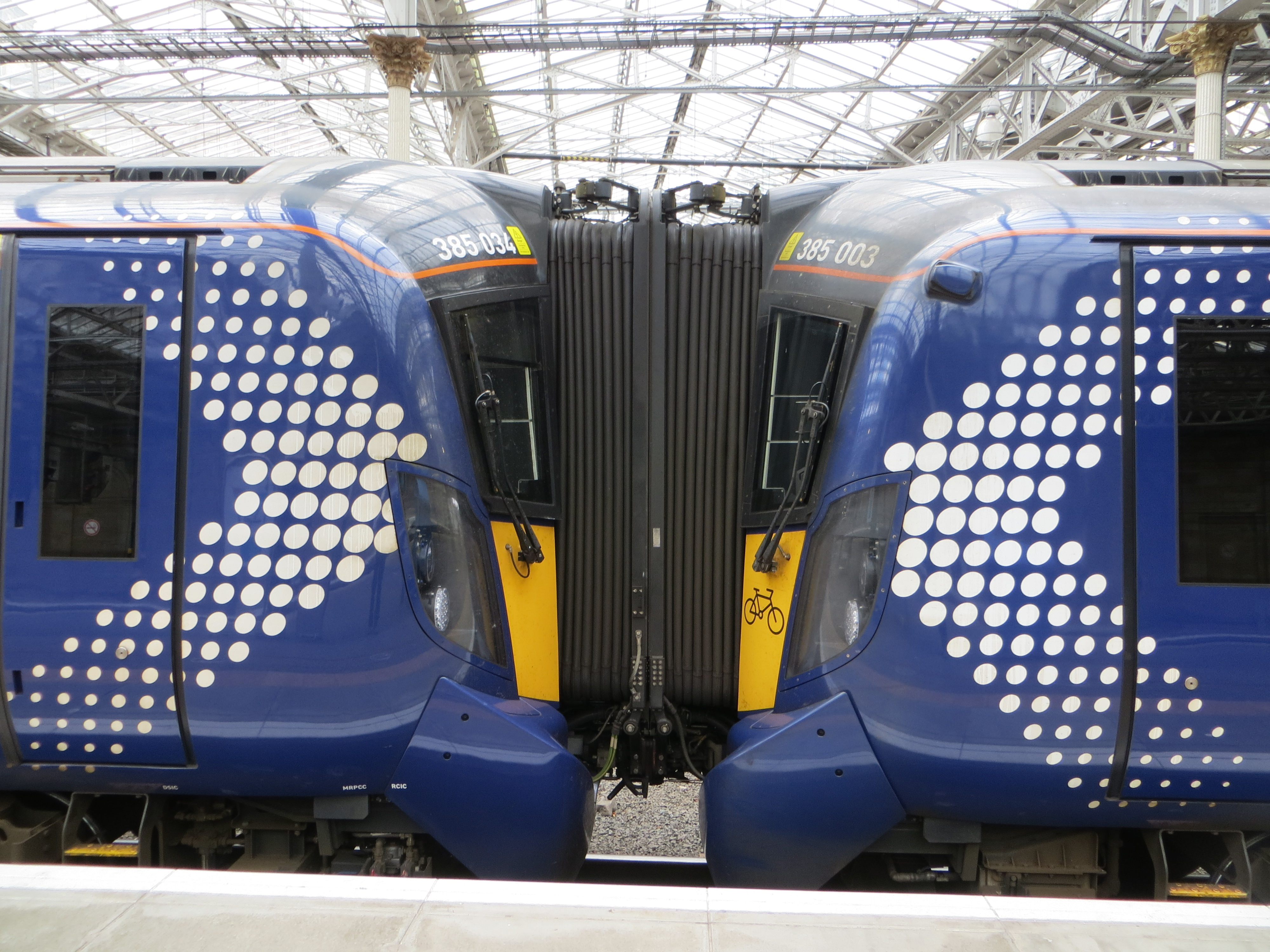
Zwei AT200 im Bahnhof Edinburgh Waverley

Für den Regionalverkehr auf neu elektrifizierten Strecken in Schottland bestellte ScotRail 46 Drei- und 24 Vierwagenzüge des Typs AT200, die als Baureihe 385 eingereiht wurden. Die Triebzüge wurden zwischen 2015 und 2019 in Kasado in Japan und im neuen Werk in Newton Aycliffe gefertigt. Ihre Höchstgeschwindigkeit beträgt 161 Kilometer pro Stunde.

#### AT400
Die Hochgeschwindigkeitszüge für die High Speed 2 werden von Hitachi und Alstom gebaut. Die 54 Triebzüge sollen 2029 in Betrieb gehen und werden 200 Meter lang und 360 km/h schnell.

### Taiwan
Nachdem Hitachi mit den TEMU1000 bereits Fernverkehrszüge an die TRA geliefert hatte, erfolgt seit 2021 die Lieferung von Zwölfwagenzügen des Typs EMU3000.

### Thailand

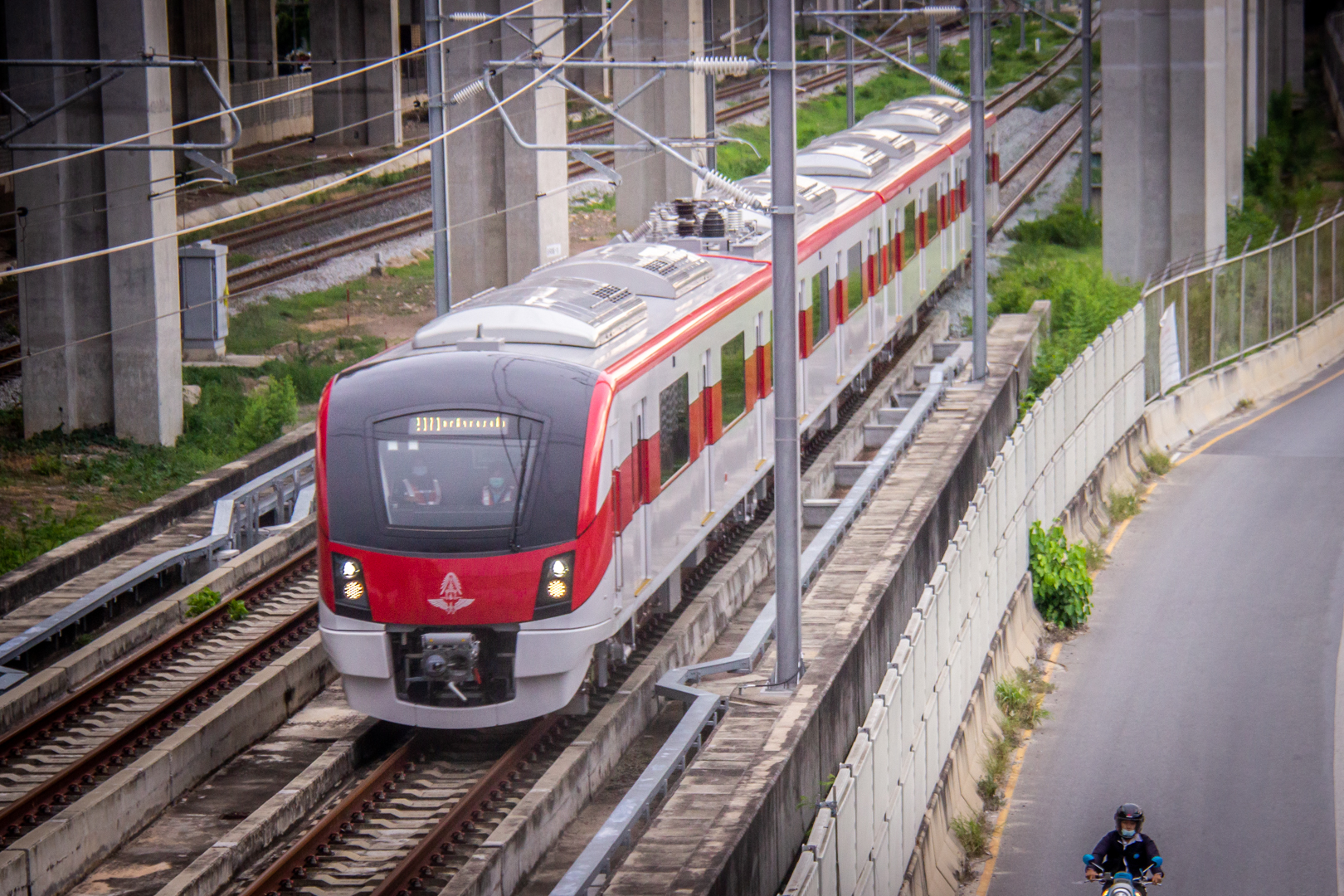
Ein Vierwagenzug einer Red Line in Bangkok

Für die Inbetriebnahme zweier Vorortstrecken in Bangkok, der Light Red und der Dark Red Line, erhielt Hitachi 2017 einen Auftrag, 25 Elektrotriebzüge der Bezeichnung AT100 zu liefern. Ab 2019 wurden die 10 Vierwagen- und 15 Sechswagenzüge verschifft. Sie wurden von Thales mit ETCS Level 1 ausgerüstet.